# Bistum Foz do Iguaçu
Das Bistum Foz do Iguaçu (lat.: Dioecesis Iguassuensis) ist eine in Brasilien gelegene römisch-katholische Diözese mit Sitz in Foz do Iguaçu im Bundesstaat Paraná.

## Geschichte
Die Territorialprälatur Foz do Iguaçu wurde am 10. Mai 1926 durch Papst Pius XI. mit der Päpstlichen Bulle Quum in Dies Numerus errichtet und dem Erzbistum Curitiba als Suffragan unterstellt. Am 20. Juni 1959 wurde die Territorialprälatur aufgelöst und aus dem Territorium wurden die Bistümer Campo Mourão und Toledo errichtet.
Am 5. Mai 1978 wurde die Territorialprälatur Foz do Iguaçu aus Gebietsabtretungen des Bistums Toledo wieder errichtet und gleichzeitig zum Bistum erhoben. Das Bistum Foz do Iguaçu untersteht dem Erzbistum Cascavel als Suffraganbistum.

## Ordinarien

### Prälaten von Foz do Iguaçu
- Manuel Könner SVD, 1947–1959, zuvor 1940–1947 als Apostolischer Administrator

### Bischöfe von Foz do Iguaçu
- Olívio Aurélio Fazza SVD, 1978–2001
- Laurindo Guizzardi CS, 2001–2010
- Dirceu Vegini, 2010–2018
- Sérgio de Deus Borges, seit 2019